# Protopsalis
Protopsalis — вимерлий рід гієнодонтових ссавців. Скам'янілості знайдено в таких країнах: США (Вайомінг). Описано такі види: Protopsalis tigrinus.